# Corynomalus singularis
Corynomalus singularis is een keversoort uit de familie zwamkevers (Endomychidae). De wetenschappelijke naam van de soort werd in 1931 gepubliceerd door Maurice Pic.